# Angelo Vanzin
Angelo Vanzin (født 8. februar 1932 i Lierna, død 22. maj 2018) var en italiensk roer og olympisk guldvinder.
Vanzin deltog sammen med Alberto Winkler, Romano Sgheiz, Franco Trincavelli og styrmand Ivo Stefanoni i firer med styrmand ved OL 1956 i Melbourne. Italienerne vandt finalen foran Sverige og Finland, der sikrede sig sølv- og bronzemedaljerne.Italienerne vandt deres indledende heat og semifinale i sikker stil, og i finalen førte de hele vejen og vandt med et forspring på tre sekunder til Sverige, mens Finland på bronzepladsen var yderligere over otte sekunder bagud.
Vanzin vandt desuden en EM-guldmedalje i otter ved EM 1957 i Duisburg.

## OL-medaljer
- 1956:  Guld i firer med styrmand